# Micranthes laciniata
Micranthes laciniata är en stenbräckeväxtart som först beskrevs av Takenoshin Nakai och Takeda, och fick sitt nu gällande namn av S.Akiyama och H.Ohba. Micranthes laciniata ingår i släktet rosettbräckor, och familjen stenbräckeväxter. Inga underarter finns listade i Catalogue of Life.